# Гікеркергук
Гікеркергук (нід. Giekerkerhoek, фриз. Gytsjerksterhoeke) — селище в нідерландській провінції Фрисландія. Входить до муніципалітету Тіцьєркстерадел. Наразі у селищі нараховується близько 20 будинків.